# Pseudotessellarctia brunneitincta
Pseudotessellarctia brunneitincta là một loài bướm đêm thuộc phân họ Arctiinae, họ Erebidae.